# Training Air Wing Five
Escadre aérienne d'entraînement 5
La Training Air Wing FIVE (TW-5 ou TRAWING 5) est une escadre aérienne d'entraînement d'aéronefs de l'US Navy basée à la Naval Air Station Whiting Field (NAS Whiting Field), à Milton en Floride.
La TW-5 est l'une des cinq escadres aériennes d'entraînement du Naval Air Training Command et se compose de trois escadrons d'entraînement sur l'avion monomoteur T-6B Texan II et de trois escadrons d'entraînement sur l'hélicoptère TH-57B/C Sea Ranger. Elle forme des étudiants aviateurs navals de l'US Navy, de l'US Marine Corps, de l'US Coast Guard et d'alliés internationaux.
Selon le chef de la formation aérienne navale (CNATRA), le TW-5 représente environ 43% de tout le temps de vol au sein du Naval Air Training Command et 11% du temps de vol de l'US Navy et du Corps des Marines dans le monde. Environ 1.200 étudiants suivent une formation de vol avec TW-5 chaque année.

## Unités subordonnées
Le Training Air Wing Five se compose de six escadrons en vol dont le code de queue est E :
| Code  | Insigne | Escadron                        | Surnom          | Aéronef             |
| ----- | ------- | ------------------------------- | --------------- | ------------------- |
| VT-2  |         | Training Squadron 2             | Doerbirds       | T-6B Texan          |
| VT-3  |         | Training Squadron 3             | Red Knights     | T-6B Texan          |
| VT-6  |         | Training Squadron 6             | Shooters        | T-6B Texan          |
| HT-8  |         | Helicopter Training Squadron 8  | Eightballers    | TH-57B/C Sea Ranger |
| HT-18 |         | Helicopter Training Squadron 18 | Vigilant Eagles | TH-57B/C Sea Ranger |
| HT-28 |         | Helicopter Training Squadron 28 | Hellions        | TH-57B/C Sea Ranger |

## Galerie
|                                          |
| Hangar T-6 Texan II au NAF Whiting Field |

|                      |
| Hélicoptères du TW-5 |